# Schloss Pitten

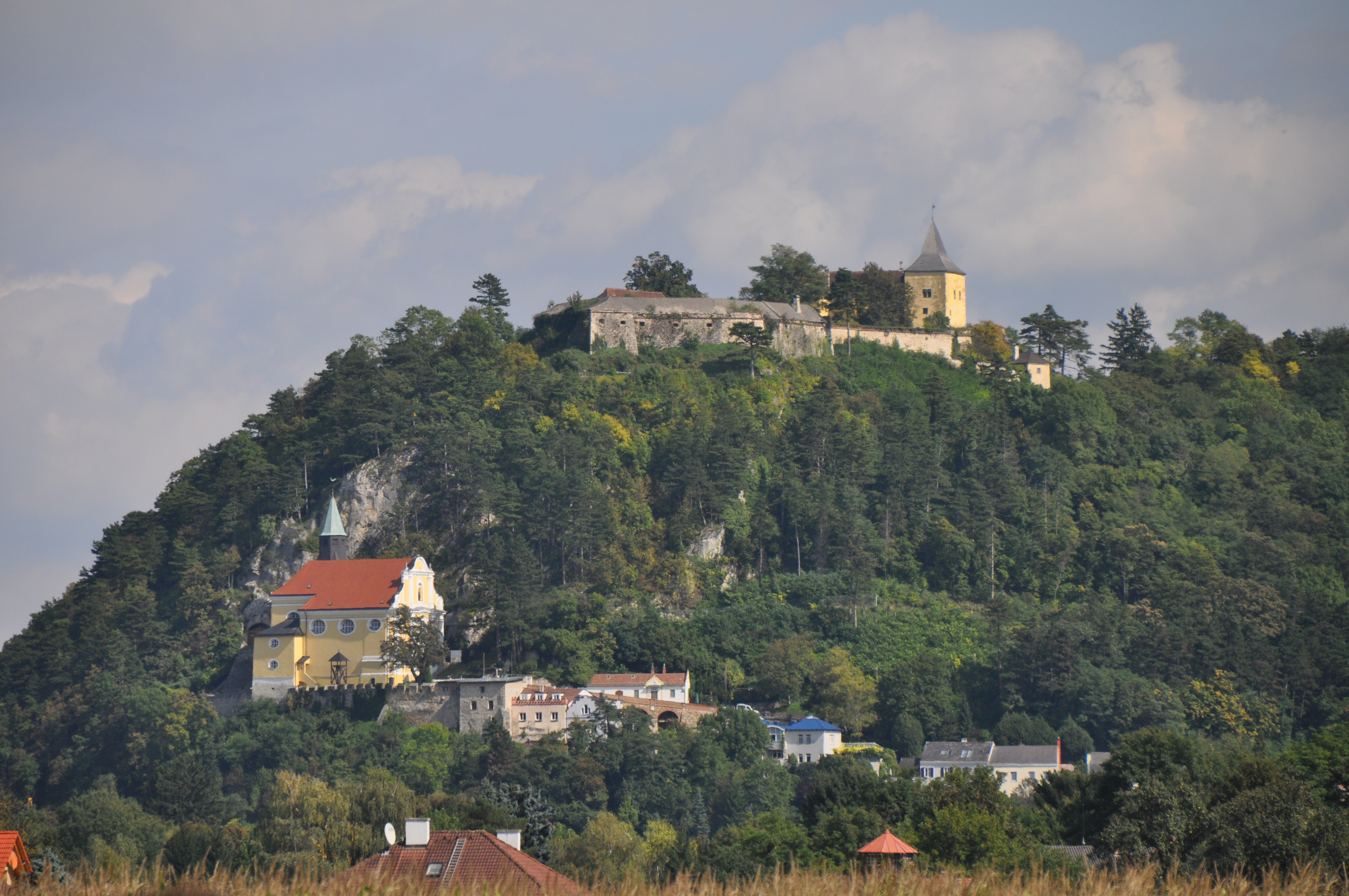
Schloss Pitten

Schloss Pitten, auch Burg Pitten genannt, ist eine im 19. Jahrhundert zu einem Jagdschloss umgebaute ehemalige Höhenburg in der Marktgemeinde Pitten in Niederösterreich.

## Geschichte

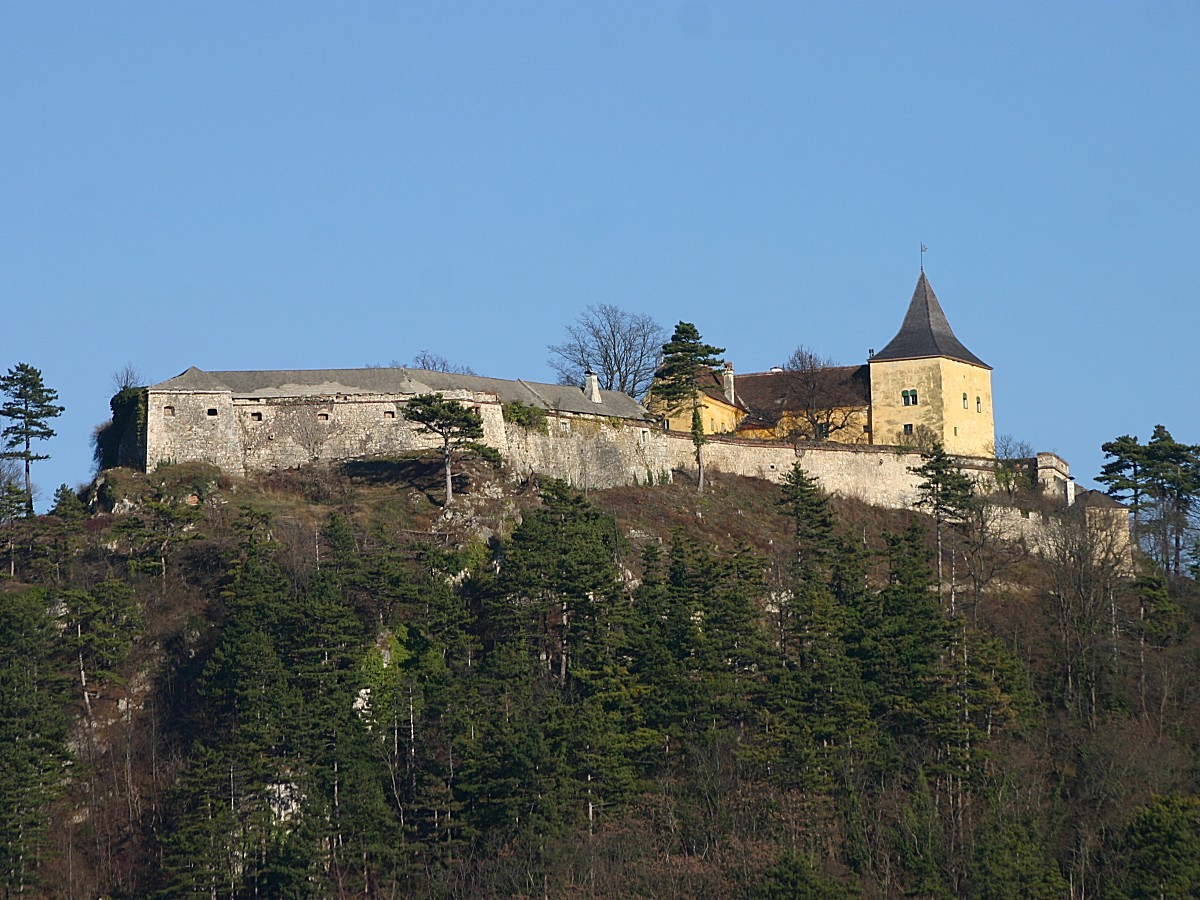
Schloss Pitten

An der Stelle einer alten, durch Gräben und Palisaden gesicherte Wallanlage auf dem Bergsporn über der Pfarrkirche Pitten wurde vermutlich in der Mitte des 11. Jahrhunderts eine Burg errichtet. Von dieser einst wehrhaften Anlage, die erstmals 1094 urkundlich erwähnt wurde und auch im Nibelungenlied genannt wird, existieren heute nur mehr Abbildungen. In der dominanten Lage sicherte die Burg die Grenze nach Ungarn ab, wurde dennoch 1482 von Matthias Corvinus nach vierjähriger Belagerung eingenommen und zerstört. Als sich die Vorräte dem Ende neigten, sandte der Legende nach Wolfgang Teufel Pfleger von Pitten dem Ungarnkönig seine letzten Hasen, Brot und Wein, um zu zeigen, dass sein Vorratskeller noch gut gefüllt wäre, woraufhin Corvinus die Belagerung zunächst abbrach, und sie erst zerstörte, nachdem er die List durchschaut hatte. Als Anerkennung erhielt Wolfgang von Pitten den Pittener Corvinusbecher, der sich heute im Besitz der Gemeinde Pitten befindet. Die danach wiederaufgebaute und vergrößerte Anlage hielt jedoch 1529 und 1683 den Türken stand.
Der berühmte 140 m tiefe Brunnen wurde von Johann Christoph Teufel Freiherr zu Gundersdorf (1567–1624) beauftragt. Er wurde händisch in die Tiefe getrieben, da zu dieser Zeit  Schießpulver noch nicht zum Sprengen verwendet wurde.

## Umbau
Um 1840 erfolgte ein tiefgreifender Umbau und 1884 ein weiterer Ausbau mit Wohntrakten, wobei der burgartige Charakter verloren ging. Lediglich im Westen sind Reste einer hochmittelalterlichen Quadermauer erhalten geblieben. Das nunmehrige Jagdschloss diente vor allem herrschaftlichen Jagdgesellschaften als Stützpunkt; es gelangte 1883 an das Haus Parma/Habsburg und im 20. Jh. in Privatbesitz.